# Microrregión de Pau dos Ferros
La microrregión de Pau dos Ferros es una de las  microrregiones del estado brasileño del Río Grande del Norte perteneciente a la mesorregión  Oeste Potiguar. Su población fue estimada en 2006 por el IBGE en 116.160 habitantes y está dividida en diecisiete municipios. Posee un área total de 2.672,604 km².

## Municipios
- Alexandria
- Francisco Dantas
- Itaú
- José da Penha
- Marcelino Vieira
- Paraná
- Pau dos Ferros
- Pilões
- Portalegre
- Rafael Fernandes
- Riacho da Cruz
- Rodolfo Fernandes
- São Francisco do Oeste
- Severiano Melo
- Taboleiro Grande
- Tenente Ananias
- Viçosa

- Datos: Q2262750